# قرية برغن (نيويورك)
قرية برغن (بالإنجليزية: Bergen (village), New York)‏ هي منطقة سكنية تقع في الولايات المتحدة في نيويورك (ولاية). يقدر عدد سكانها بـ 1,240 نسمة .